# 1717
| 1717               |
| ------------------ |
| Dødsfald - Fødsler |
| • Begivenheder     |

| Gregoriansk kalender | 1717 MDCCXVII           |
| Ab urbe condita      | 2470                    |
| Armensk kalender     | 1166 ԹՎ ՌՃԿԶ            |
| Kinesiske kalender   | 4413 – 4414 丙申 – 丁酉 |
| Etiopisk kalender    | 1709 – 1710             |
| Jødisk kalender      | 5477 – 5478             |
| Hindukalendere       |                         |
| - Vikram Samvat      | 1772 – 1773             |
| - Shaka Samvat       | 1639 – 1640             |
| - Kali Yuga          | 4818 – 4819             |
| Iransk kalender      | 1095 – 1096             |
| Islamisk kalender    | 1129 – 1130             |

Konge i Danmark: Frederik 4. 1699-1730 – Danmark i krig: Den store nordiske krig 1700-1721
Se også 1717 (tal)

## Begivenheder
- Danmarks vestindiske koloni, der hidtil blot bestod af St. Thomas, udvides med St. Jan.
- 14. maj - Tordenskjold lider et sviende nederlag ved indsejlingen til Gøteborg
- 16. august: En østrigsk hær under Eugen af Savoyen slår en dobbelt så stor osmannisk hær ved Beograd.

## Født
- 9. december – Johann Joachim Winckelmann, tysk kunsthistoriker og arkæolog (død 1768).

## Dødsfald
- 13. januar - Maria Sibylla Merian, tysk-hollandsk botaniker, entomolog og billedkunstner (født 1647).